# Marianne Huguenin
Pour les articles homonymes, voir Huguenin.
Marianne Huguenin, née le 1er mai 1950 à Berne, est une médecin et femme politique suisse, membre du POP Vaudois. Syndique de Renens de juillet 2006 à juin 2016, elle est députée du canton de Vaud au Conseil national de décembre 2003 à décembre 2007.

## Biographie
Marianne Huguenin grandit au Locle. Elle est fille « de bonne famille » : son père, diplômé de l'EPFZ, était le directeur de l'entreprise Huguenin, un fabricant de médailles, et sa mère était universitaire (Lettres) et enseignante et s'est engagée pour le vote des femmes.
Une fois sa maturité en poche obtenue dans le gymnase de La Chaux-de-Fonds et une année d'études à Neuchâtel, Marianne Huguenin déménage à Lausanne pour y suivre des études de médecine.
Elle travaille d'abord comme médecin-assistant à Renens, puis se forme notamment à la chirurgie à Sainte-Croix et une année à Berlin. Elle revient et s'installe définitivement en 1987 à Renens, où elle exerce le métier de médecin généraliste jusqu'à l'hiver 2004,.

## Parcours politique
Elle s'engage dès 19 ans au POP, où elle participe à la création des Jeunesses communistes.
Députée au Grand Conseil du canton de Vaud de 1990 à 1999, elle est présidente du POP Vaudois de 1988 à 1995 et conseillère nationale de 2003 à 2007.
Au niveau local, elle est membre du législatif de la ville de Renens de 1981 à 1996, puis municipale (dicastère des Finances, puis de la Sécurité Sociale) de 1996 à 2006 et enfin syndique de 2006 à 2016. L'introduction du droit de vote et d'éligibilité pour les étrangers au niveau communal constitue l'une de ses grandes victoires.
Seule élue du POP au Conseil national en octobre 2007, elle décide de démissionner « par fidélité au parti et à Renens » pour laisser sa place à Josef Zisyadis, qui n'avait pas été réélu. Cette démission provoque de nombreuses réactions négatives.
En 2004, elle fait son coming out lors de la campagne sur le partenariat enregistré, d'abord dans le magazine Femina, puis dans l'émission Mise au point de la TSR. Elle est alors l'une des rares femmes politiques suisse à en parler,.
En septembre 2015, elle annonce qu'elle ne se représentera pas pour un nouveau mandat de syndique et qu'elle met un terme à sa carrière politique « institutionnelle ».

## Sources
1. ↑  Lise Bourgeois, « Marianne Huguenin, la classe en politique », 24 heures,‎ 3 septembre 2015 (lire en ligne)
2. 1 2 3 4  « Marianne Huguenin », sur Association Plans Fixes, 16 décembre 2016 (consulté le 23 février 2021)
3. 1 2  « Mise au point - Coming-out », sur rts.ch, 21 novembre 2004 (consulté le 23 février 2021)
4. 1 2 3  Cindy Mendicino, « Marianne Huguenin ne se représentera pas », 24 heures,‎ 2 septembre 2015 (ISSN 1424-4039, lire en ligne, consulté le 23 février 2021)
5. ↑  Radio Suisse Romande. Marianne Huguenin renonce à son mandat, 2 novembre 2007.
6. ↑  Marianne la syndique fait revenir Josef à Berne, 24 heures, 2 novembre 2007.
7. ↑  « Lesbiennes, façons de dire », Le Temps,‎ 17 décembre 2007 (ISSN 1423-3967, lire en ligne, consulté le 23 février 2021)
8. ↑  « «Un coming out, ce n'est jamais fini» », Le Temps,‎ 2004 (ISSN 1423-3967, lire en ligne, consulté le 23 février 2021)